# Rozbiory Polski
Rozbiory Polski – okres w historii Polski i Litwy w latach 1772–1795, gdy Rzeczpospolita Obojga Narodów za sprawą sąsiednich państw: Imperium Rosyjskiego, Królestwa Prus oraz Monarchii Habsburgów, utraciła swoje terytorium, jako wynik porozumienia zaborców i wykorzystania niestabilnej sytuacji politycznej w kraju, na skutek ich ingerencji w wewnętrzne sprawy Rzeczypospolitej.

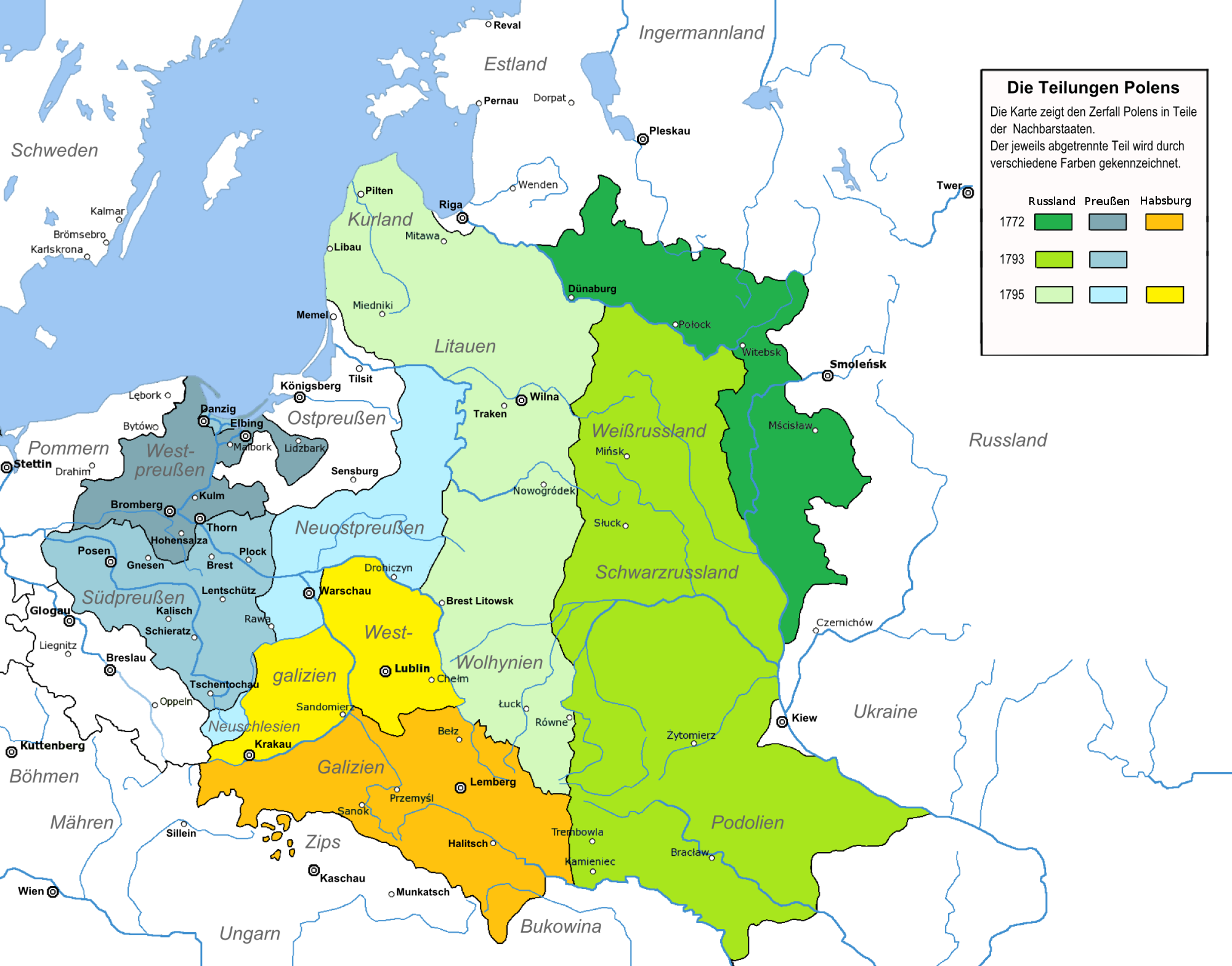
Ziemie Rzeczypospolitej po III rozbiorze. Powierzchnia: Rosja (62,8%) – 458 600 km²; Prusy (18,7%) – 136 300 km²; Austria (18,5%) – 135 000 km²

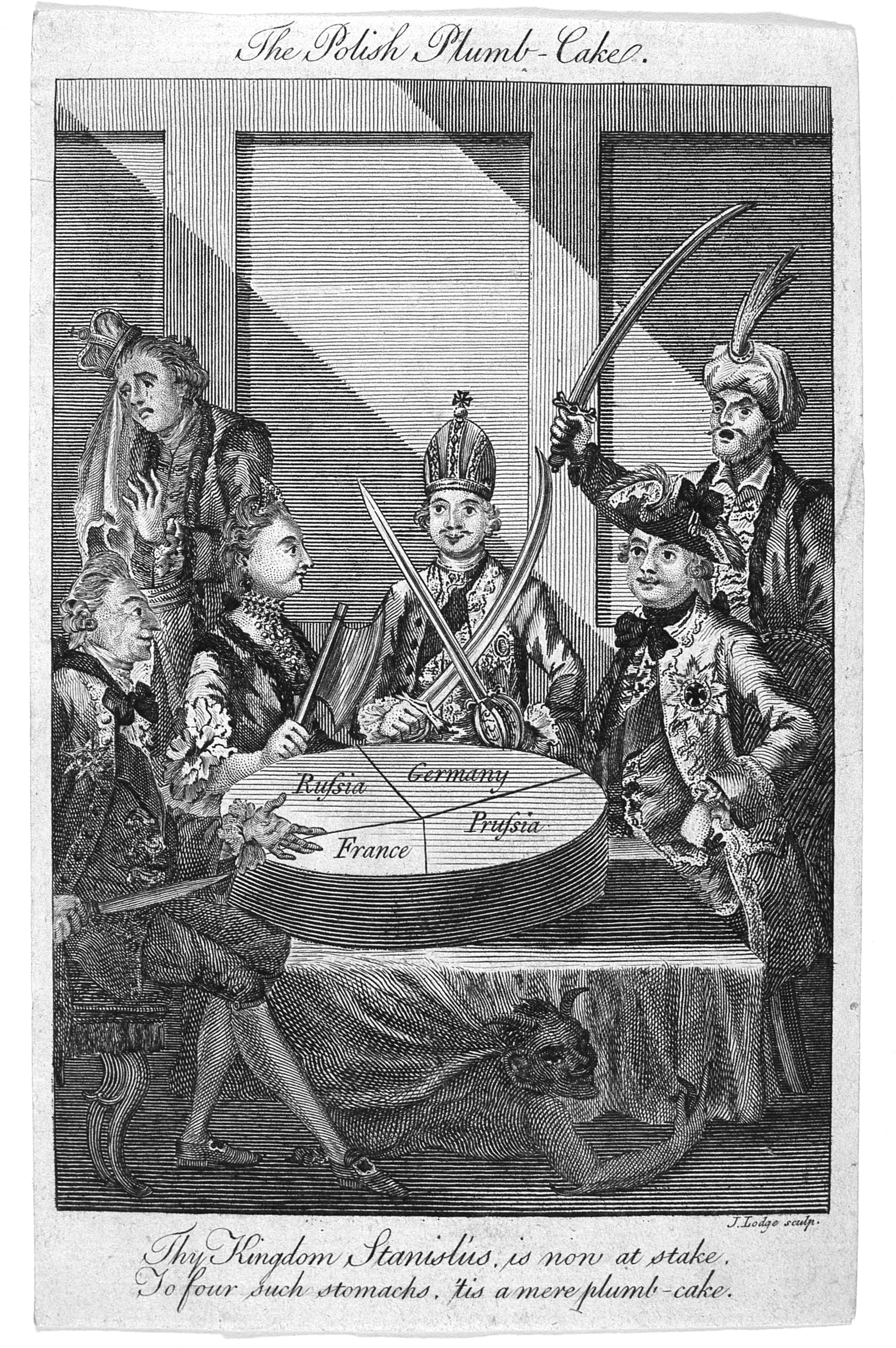
The Polish Plumb Cake, alegoria I rozbioru Polski, grafika Johna Lodge’a z 1774 r.

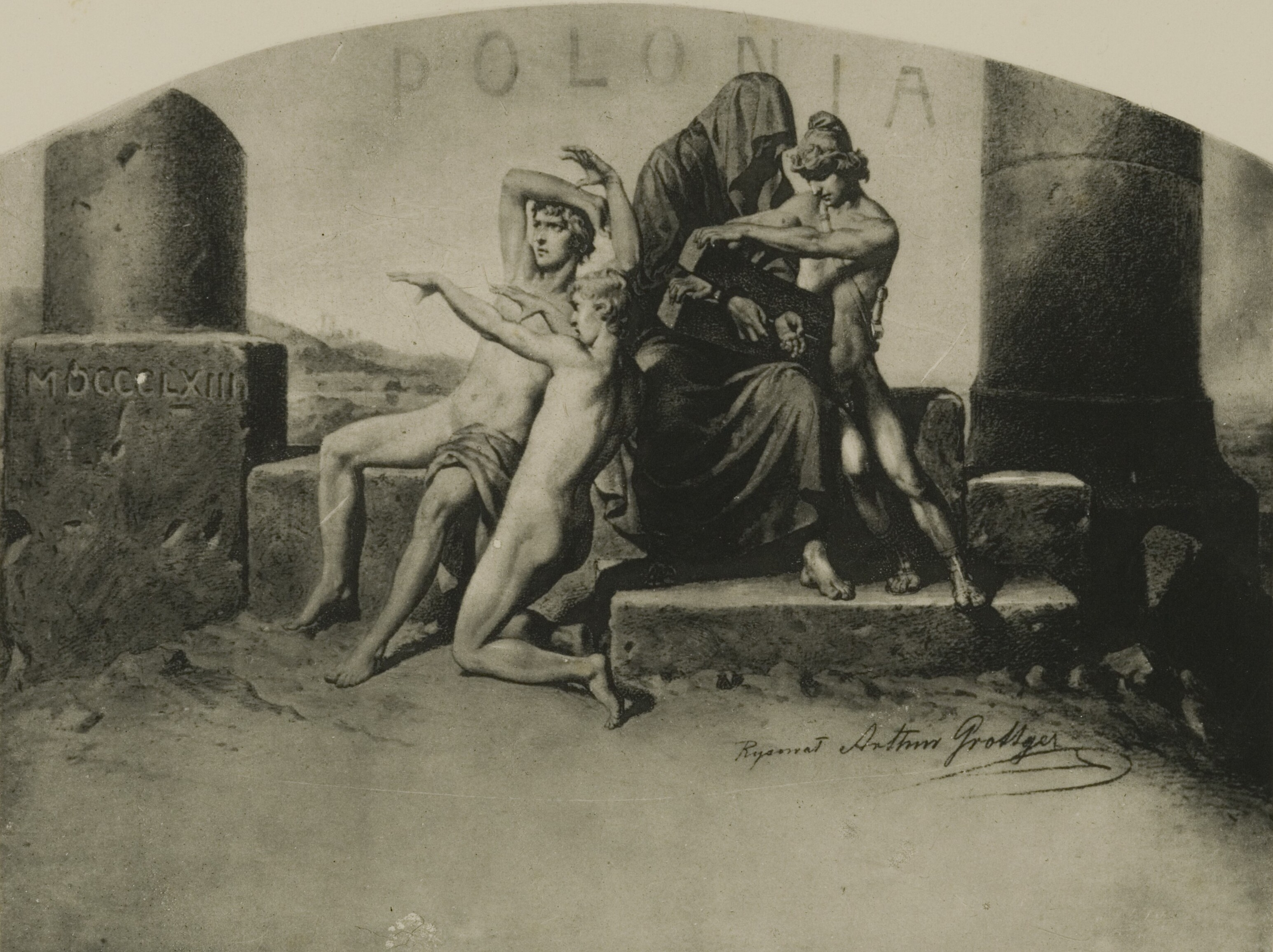
Alegoria zniewolonej Polski wyzwalanej z kajdan dzięki powstaniu – cykl Polonia z 1863 r. Artura Grottgera

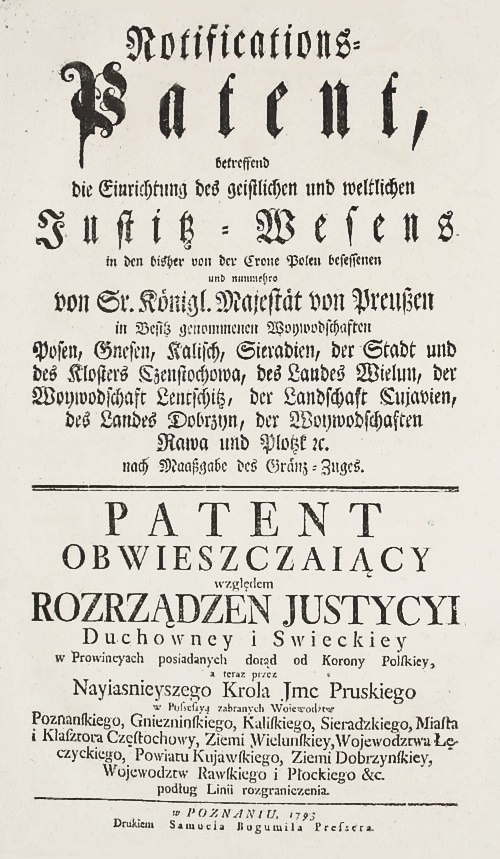
Obwieszczenie o II zaborze pruskim, 1793 r.

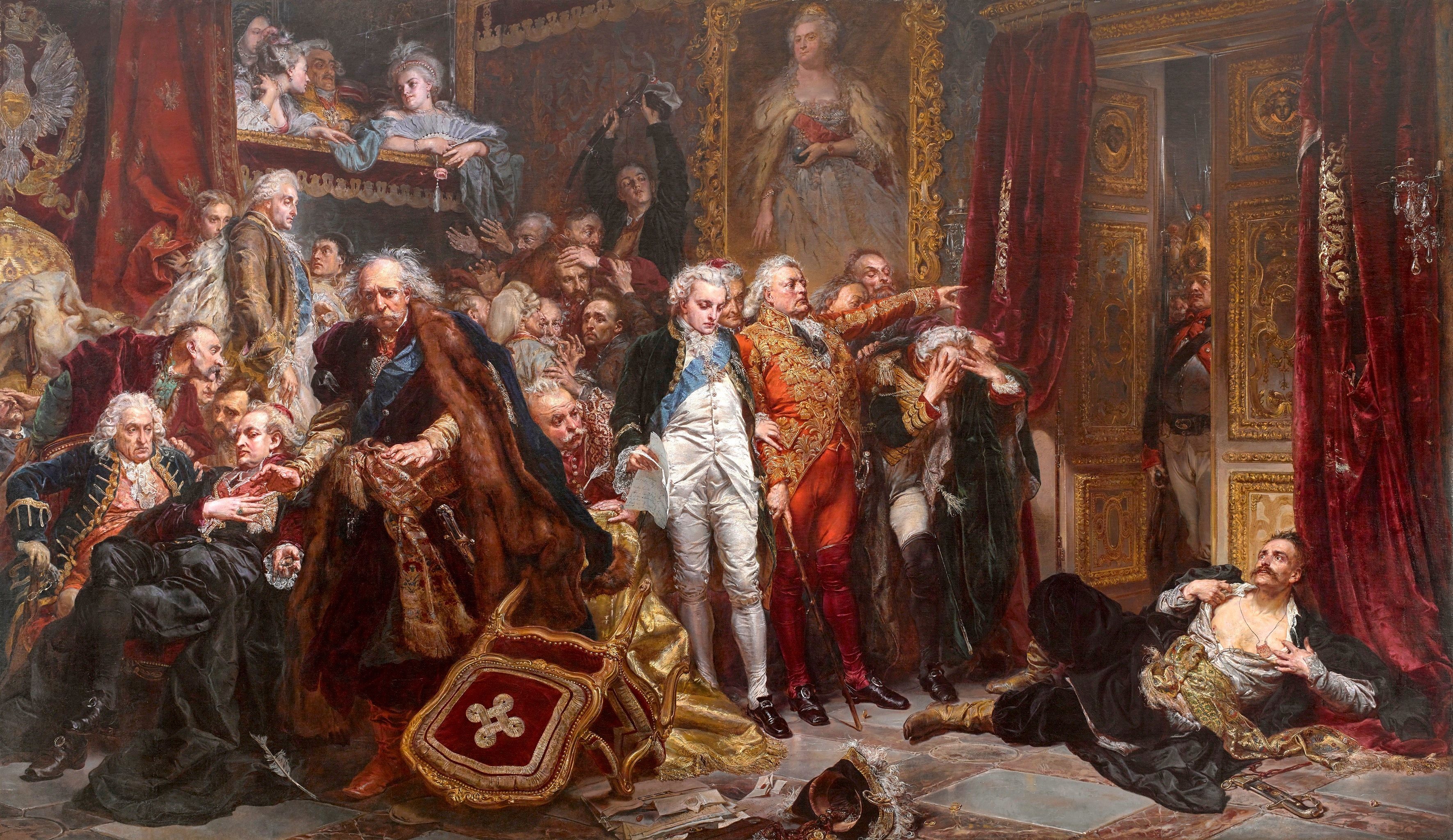
Rejtan – Upadek Polski, obraz Jana Matejki z 1866 r.

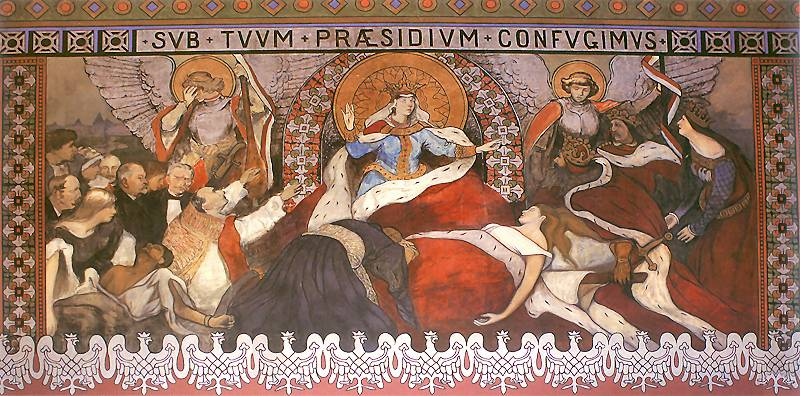
Włodzimierz Tetmajer, alegoria Polski umarłej, 1909 r., katedra w Kaliszu

## Geneza

### Polityka monarchii „koncertu północnego”

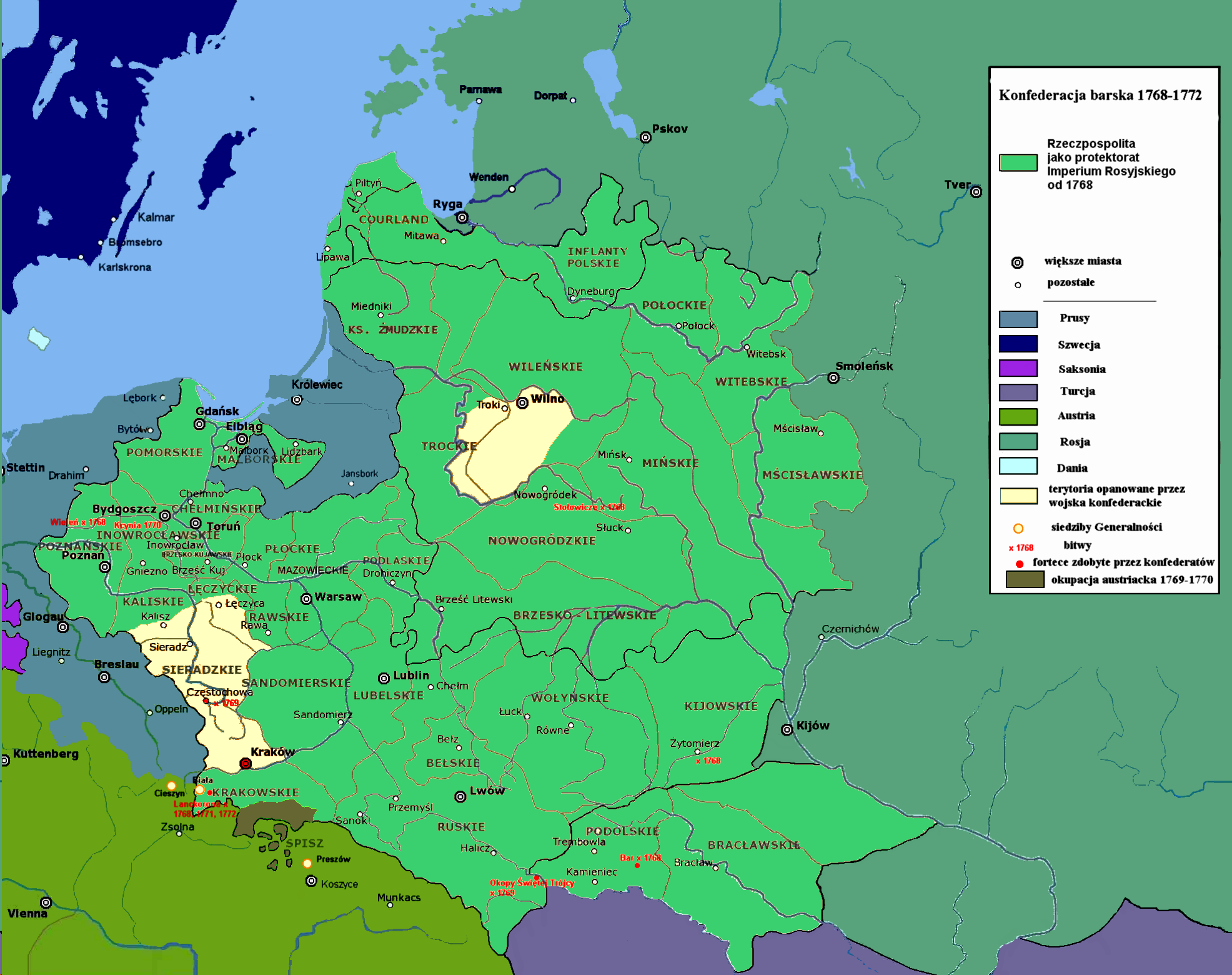
ziemie zajęte przez Austrię w latach 1769-1770 zaznaczone brązowym kolorem

Narzucenie Rzeczypospolitej rosyjskiego protektoratu w czasie Wielkiej Wojny Północnej skutkowało oficjalną propozycją idei rozbioru osłabionej Polski przez dyplomację Królestwa Prus w 1709 roku. Kierujący Rosją car Piotr I Wielki odrzucił pruskie propozycje usiłował utrzymać Rzeczpospolitą jako wyłączny protektorat Rosji, wbrew naciskowi mocarstw europejskich. Uzyskał w tym ostatecznie poparcie Królestwa Prus, dążącego do utrzymania słabości Rzeczypospolitej i zainteresowanego uzyskaniem w zamian za popieranie Rosji Kurlandii oraz Gdańska. Kolejne plany rozbiorowe Prusy zaproponowały Rosji w zamian za poparcie jej starań o siłowe narzucenie Polsce króla w latach 1733–1735 w czasie wojny o sukcesję polską. Pomimo ich odrzucenia interesy Rosji i Prus w Polsce pozostały w znacznym stopniu zbieżne, a narzucanie Rzeczypospolitej przez Rosję władców i kontrolowanie polityki wewnętrznej Polski spotkało się z aprobatą rządu pruskiego.
Plany pruskie lądowego połączenia Brandenburgii z Prusami Wschodnimi poprzez zabór polskiego Pomorza, ujścia Wisły i dorzecza Noteci stały się ponownie aktualne w wyniku wojny siedmioletniej 1756–1763. Pokonana Francja ograniczyła swoje działania polityczne w Europie Środkowej, a Królestwo Pruskie utrzymały teren zajęty podczas wojen śląskich (czyli większość Śląska), co wzmocniło Prusy pogarszając sytuację geopolityczną Polski. Rosja skierowała swoją aktywność na ekspansję w kierunku południowym, celem zdobycia tureckich wybrzeży Morza Czarnego i potrzebowała sojusznika politycznego, którego mogłaby przeciwstawić prowadzącej odmienną politykę antyturecką Austrii oraz pomocy Prus w utrzymaniu zależności Polski. Kierowana przez Katarzynę II Wielką Rosja pierwotnie dążyła do kontynuacji polityki Piotra I Wielkiego zachowania całego polskiego protektoratu i dalszego ograniczenia jej autonomii i udzieliła w 1768 r. Rzeczypospolitej gwarancji integralności terytorialnej. Musiała jednak brać pod uwagę ponawiane żądania terytorialne sprzymierzonych Prus. W tej sytuacji część polskich przywódców politycznych uznała, że jedyną szansą na zachowanie integralności terytorialnej Rzeczypospolitej jest ścisły sojusz z Rosją – czołowymi przedstawicielami tego kierunku politycznego zostali Czartoryscy, kierujący stronnictwem Familii.

### Reakcja mocarstw na katastrofalne osłabienie Rzeczypospolitej w 2 poł. XVIII w.
Po śmierci króla Rzeczypospolitej Augusta III Sasa 5 października 1763 roku caryca Katarzyna II nie dopuściła do nowej elekcji w Polsce i, wprowadzając na jej teren silne wojska, wymusiła uznanie królem współpracownika Familii, krewnego Czartoryskich i swojego byłego kochanka, stolnika Stanisława Augusta Poniatowskiego. Zarówno próba przeprowadzenia przez nowego króla reform ustrojowych, jak i dalsze ograniczenie autonomii Rzeczypospolitej spotkało się z politycznym oporem przeciwnego Familii stronnictwa republikanów i ostatecznie zarówno Stanisław August Poniatowski, jak i obydwa najważniejsze stronnictwa zaczęły zabiegać o poparcie Rosji. Dążąc do objęcia pełnej kontroli nad Polską przedstawiciel carycy Katarzyny II, ambasador rosyjski Nikolaj Repnin wykorzystał zamęt polityczny do narzucenia polskiemu sejmowi rosyjskich postulatów ustrojowych i religijnych. Słaby protest polityczny został rozbity przez porwanie i wywiezienie w głąb Rosji wybranych przywódców republikanów, co pozbawiło zebrany w Warszawie Sejm wszelkiej woli oporu wobec rosyjskich postulatów.
Polityka Rosji ingerującej w wewnętrzne sprawy Rzeczypospolitej uniemożliwiła nowemu jej królowi Stanisławowi Augustowi Poniatowskiemu przeprowadzenie zamierzonych reform, a magnacka opozycja skutecznie blokowała podjęcie działań przeciwko naprawie finansów Rzeczypospolitej. Marazm ustrojowy spotkał się z aprobatą Prus, które aktywnie zwalczały plany króla Polski, wszczynając w 1765 r. wojnę celną na Pomorzu. 11 kwietnia 1764 mocarstwa „Systemu Północnego” podpisały tajny aneks do traktatu sojuszniczego, w którym zobowiązały się do wspólnego wystąpienia zbrojnego przeciwko Rzeczypospolitej, gdy strony uznają, że zagrożone są ich interesy w tym kraju.
Ostatecznie Rzeczpospolitą katastrofalnie osłabiła wojna domowa, będąca efektem zbrojnego protestu niektórych republikanów przeciwko ingerencjom Rosji, zapoczątkowanego w twierdzy Bar. Po nieudanych próbach politycznego spacyfikowania Konfederacji barskiej stacjonujące w Rzeczypospolitej wojska rosyjskie i koronne wyparły Konfederatów z Ukrainy, jednakże chaotyczne działania trwającej cztery lata wojny partyzanckiej zrujnowały Polskę i wywołały turecką interwencję antyrosyjską. Turcja zażądała od Rosji zaprzestania ingerencji w sprawy Rzeczypospolitej, wycofania wojsk i w październiku 1768 r. wypowiedziała wojnę.

## Bezpośrednie przyczyny rozbiorów

### Przyczyny I rozbioru 1772 r.
W sierpniu 1769 r. podczas spotkania w Nysie cesarz Austrii Józef II i król Prus Fryderyk II ustalili wspólną politykę wobec wojny turecko-rosyjskiej, celem niedopuszczenia do konfliktu państw niemieckich i zajęcia wspólnego stanowiska wobec Rosji. Wykorzystując wojnę domową w Polsce Monarchia Habsburska zajęła w 1769 r. pod sięgającym średniowiecznych sporów pretekstem należące do Polski starostwa spiskie, następnie w 1770 r. część trzech podkarpackich powiatów, a Królestwo Prus zaproponowało Rosji porozumienie w sprawie dokonania zaborów granicznych terytoriów w porozumieniu z Austrią, w zamian za poparcie Rosji w wojnie z Turcją. Na zjeździe w Neustadt we wrześniu 1770 r. władcy Prus i Austrii wspólnie ustalili plan dążenia do rozbiorów Polski celem zachowania równowagi sił pomiędzy mocarstwami.
W 1771 r. trzy stolice oficjalnie rozpoczęły negocjacje w sprawie traktatu rozbiorowego, gdyż dla Rosji koszty utrzymania całości polskiego protektoratu wobec zbrojnego oporu konfederatów okazały się zbyt duże. W styczniu 1772 r. podczas wizyty księcia Henryka Pruskiego, brata króla Prus w Petersburgu caryca Katarzyna II ostatecznie wyraziła zgodę na udział Prus i Austrii w rozbiorze Rzeczypospolitej. Podjęcie decyzji o zgodzie na zapłatę Prusom za sojusz cesją polskiego Pomorza oznaczało ostateczne porzucenie przez Rosję imperialnych planów wobec całej Rzeczypospolitej i dominacji na Bałtyku.

### Przyczyny II i III rozbioru w latach 1792–1795
I rozbiór Rzeczypospolitej w 1772 r. nie zaspokoił żądań terytorialnych Prus, które dążyły konsekwentnie do przyłączenia Gdańska i Torunia oraz całkowitej kontroli nad ujściem Wisły. Rząd pruski początkowo usiłował uzyskać zabór tych miast poprzez współpracę z reformatorskimi władzami w Warszawie i w sojuszu z Anglią, jednakże ostatecznie powrócił do korzystniejszego z jego punktu widzenia sojuszu z Rosją. Dzięki politycznemu poparciu Rosji w wojnie przeciwko Polsce w 1792 r. Królestwo Prus zagarnęło ujście Wisły i wielkopolskie dorzecze Warty, a w trzecim rozbiorze w 1795 r. także środkową Wisłę z Warszawą.

## Następstwa
Główne fazy rozbiorów Polski to:
- I rozbiór Polski – w 1772 r. utrata na rzecz Austrii, Prus i Rosji terytorium o łącznej powierzchni 202 800 km² zamieszkałego przez 4,281 mln osób
  - Austria – zajęła obszar 83 900 km² zamieszkały przez 2,669 mln osób
  - Prusy – zajęły obszar 34 900 km² zamieszkały przez 356 tys. osób
  - Rosja – zajęła obszar 84 000 km² zamieszkały przez 1,256 mln osób
- II rozbiór Polski – w 1793 r. utrata na rzecz Prus i Rosji terytorium o łącznej powierzchni 287 000 km² zamieszkałego przez 4,192 mln osób
  - Prusy – zajęły obszar 58 400 km² zamieszkały przez 1,136 mln osób
  - Rosja – zajęła obszar 228 600 km² zamieszkały przez 3,056 mln osób
- III rozbiór Polski – w 1795 r. utrata na rzecz Austrii, Prus i Rosji terytorium o łącznej powierzchni 240 100 km² zamieszkałego przez 3,478 mln osób
  - Austria – zajęła obszar 51 100 km² zamieszkały przez 1,098 mln osób
  - Prusy – zajęły obszar 43 000 km² zamieszkały przez 1,042 mln osób
  - Rosja – zajęła obszar 146 000 km² zamieszkały przez 1,338 mln osób.

W wyniku rozbiorów poszczególne państwa zagarnęły:
- Austria – obszar 135 000 km² zamieszkały przez 3,767 mln osób
- Prusy – obszar 136 300 km² zamieszkały przez 2,534 mln osób
- Rosja – obszar 458 600 km² zamieszkały przez 5,650 mln osób

Po III rozbiorze Polski (1795 r.) obszar zaboru pruskiego stanowił ponad połowę terytorium Królestwa Prus, sprawiając iż kraj ten pokrywał się dość mocno z granicami dawnego Państwa Gnieźnieńskiego (mimo że dominował tam język niemiecki, to większość przodków jego ludności – jeszcze przed rozbiorami – pochodziło z państwa Piastów).
W 1807 r. Francja utworzyła z części zaboru pruskiego Księstwo Warszawskie, którego zwierzchnikiem był Napoleon (potem włączono do niego Wielkopolskę), a w 1815 r., gdy rejon Warty został ponownie przez nią utracony, Księstwo zostało przekształcone w Królestwo Polskie, formalnie związane unią personalną z Rosją. Rosja zajęła tym samym 62,8% terytorium Polski i Litwy w granicach z 1772 r., Prusy – 18,7%, Austria – 18,5%, mimo tego w Prusach skupiona była głównie ludność o korzeniach polskich, zaś w granicach Rosji znalazła się w większości ludność rusińska. Prusy wydzieliły Wielkie Księstwo Poznańskie, związane unią personalną z Królem Prus.
W 1916 r. Austro-Węgry, II Rzesza i Legiony Polskie pokonały Rosjan i w akcie 5 listopada proklamowały zależne od Rzeszy regencyjne Królestwo Polskie. Powstały po obaleniu caratu Rząd Tymczasowy Rosji pod przewodnictwem arystokraty Gieorgija Lwowa w manifeście z dnia 17 marca?/30 marca 1917 uznawał prawo do własnego państwa dla narodu polskiego, jednocześnie prowokując Polaków do wystąpienia przeciw ich dotychczasowym sojusznikom:
„Pełne prawo stanowienia o swoim losie według własnej woli i że wierny układom ze swymi sprzymierzeńcami, wierny wspólnym planom walki przeciwko światu germańskiemu, chciwemu walki, dopomoże do utworzenia niezawisłego państwa polskiego ze wszystkich terytoriów, w których Polacy tworzą większość, jako rękojmię trwałego pokoju w przyszłej, nowo zorganizowanej, Europie”.
29 sierpnia 1918 Rada Komisarzy Ludowych realizując postanowienia pokoju brzeskiego z II Rzeszą i Austro-Węgrami, specjalnym dekretem anulowała traktaty rozbiorowe, 7 października Rada Regencyjna zapowiedziała niepodległość Polski i 11 listopada przekazała naczelne dowództwo wojska Józefowi Piłsudskiemu, 14 listopada rozwiązała się.
Po 1918 r. na większości polskich terenów przedrozbiorowych powstały nowe państwa: II Rzeczpospolita, Litwa oraz Wolne Miasto Gdańsk; skrawki terytorium ziem znalazły się w granicach Łotwy i Estonii, a część ziem pozostała w granicach Niemiec oraz Rosji Radzieckiej (później – ZSRR). W wyniku Powstania Wielkopolskiego, region ten odłączył się od Królestwa Prus jako część konfederacji, włączając się do RP. Polacy najechali też na Ruś, odbierając Lwów czy Grodno, pokonując ukraińskich i białoruskich działaczy niepodległościowych. Na skutek presji międzynarodowej w części regionów przeprowadzono pokojowe referenda, które doprowadziły do rozszerzenia władzy RP na między innymi Kaszuby. Przegrane zostały na Warmii, Mazurach, Powiślu i Górnym Śląsku, co spowodowało Powstania Śląskie, ostatecznie zakończone aneksją części tego regionu przez II RP. Na Dolnym Śląsku, Pomorzu Zachodnim czy większości Prus Wschodnich nigdy nie przeprowadzono referendum, mimo że ziemie te były historycznie związane z Polską, a granice II RP przesunęły się silnie na wschód.

## Uznanie rozbiorów przez państwa trzecie
Według powszechnie w Polsce znanego i powtarzanego przekazu Imperium Osmańskie jako jedyne państwo trzecie nigdy nie uznało likwidacji Rzeczypospolitej na skutek rozbiorów. Legenda mówi, że Turcy, chcąc szczególnie podkreślić fakt nieuznania rozbiorów Polski, przy każdej prezentacji ambasadorów i dyplomatów na dworze sułtana powtarzali: „Poseł Lechistanu jeszcze nie przybył”. W rzeczywistości takich państw w różnych okresach historycznych było więcej (m.in. Francja, Szwajcaria, Hiszpania, Dania, Persja), z czego Persja jako drugie państwo na świecie, również nigdy nie uznała rozbiorów, ale część z nich swój sprzeciw de facto wycofała, uznając ważność postanowień Kongresu wiedeńskiego z 1815.

## Granice między zaborcami
W Toruniu i okolicy do dziś zachowały się fragmenty kordonu – wału granicznego rosyjsko-pruskiego, usypanego w postaci 3–4-metrowego obniżenia ziemi oraz dwóch wałów ziemnych po bokach. Można je oglądać m.in. wzdłuż drogi ze Służewa do Chorągiewki i Gniewkowa, biegnącej przez poligon (rzadko okresowo zamykanej) czy w Grabowcu i drodze do Brzozówki.
Mianem Trójkąt Trzech Cesarzy określano miejsce, gdzie od 1846 r. do I wojny światowej (1915) zbiegały się granice trzech europejskich mocarstw, które dokonały rozbioru Rzeczypospolitej Obojga Narodów.

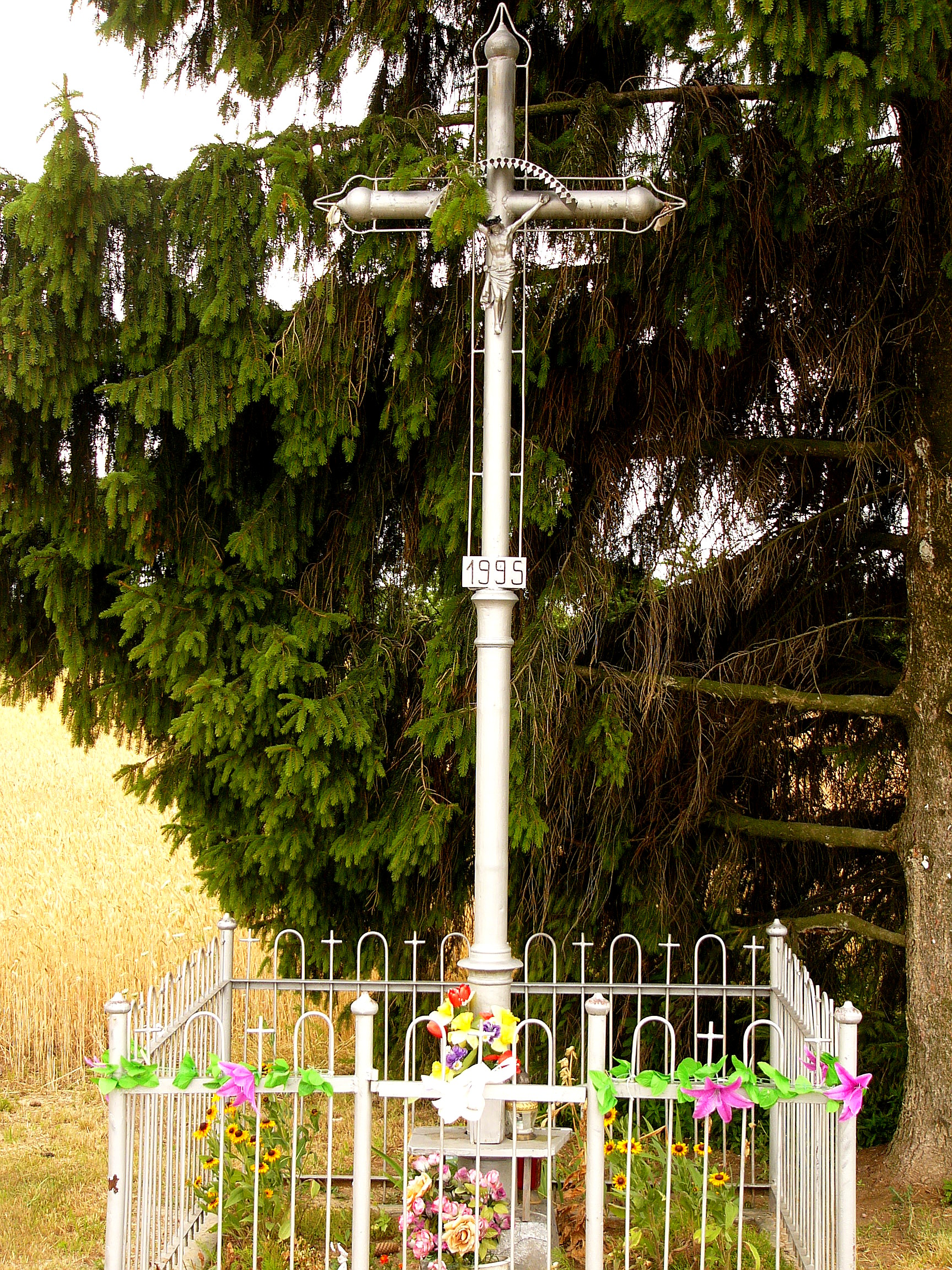
Krzyż wykonany z XVIII-wiecznego austriackiego słupa granicznego

We wsi Prehoryłe w powiecie hrubieszowskim na skrzyżowaniu ulic Sokalskiej i Zielonej stoi stalowy krzyż przydrożny. Spodnia połowa dolnego, długiego ramienia to dawny austriacki słup graniczny. Krzyż wykonała miejscowa ludność w 1995 r. przez dospawanie dodatkowych rur i prętów. W dolnej części słupa widnieje wytłoczone słowo „Teschen”. Jest to niemieckojęzyczna nazwa śląskiego miasta Cieszyn, gdzie słup został wykonany, znajdującego się wcześniej w granicach Austrii. Pośrodku przepływającego w pobliżu Bugu przebiegała po trzecim rozbiorze Polski granica austriacko-rosyjska. Stąd też istnienie austriackiego słupa granicznego tak daleko od dzisiejszej Austrii.

## Wpływ rozbiorów na współczesne społeczeństwo
Wyniki badań sugerują istotne różnice społeczne w zależności od miejsca zamieszkania w obszarze jednego z byłych zaborów. Na terenach dawnego zaboru austriackiego występuje istotnie wyższy poziom zaufania do sądów oraz do policji. Te wyższe poziomy zaufania pojawiają się w rzeczywistych interakcjach między obywatelami a sądami i policją drogową i skutkują mniejszą liczbą przypadków wręczania łapówek. Paweł Bukowski oraz Mikołaj Herbst i Anna Kaliszewska zwrócili uwagę na współczesne zróżnicowanie osiągnięć szkolnych uczniów i odkryli, że osiągnięcia uczniów w byłym zaborze rosyjskim i austriackim są większe niż w byłym zaborze pruskim. Piotr Zagórski i Radosław Markowski wykazali, że mieszkańcy terenów byłego zaboru austriackiego chętniej brali udział w wyborach parlamentarnych i częściej głosowali na partie konserwatywne niż mieszkańcy innych obszarów Polski. Są też bardziej religijni.
Monika Stachowiak-Kudła i Janusz Kudła idąc tym samym tropem odkryli, że linie orzecznicze w wojewódzkich sądach administracyjnych układają się po liniach zaborów pomimo nacisków wywieranych przez orzecznictwo Naczelnego Sądu Administracyjnego na ujednolicenie orzeczeń w podobnych sprawach. Dziewiętnastowieczne granice rozbiorowe dzielące Polskę między trzy państwa o różnych tradycjach prawnych skutkują odmiennym podejściem do rozstrzygania skarg. Na obszarze byłego zaboru pruskiego występuje silniejsza preferencja na rzecz ścisłego stosowania norm prawnych przeciwko wyrokom opartym na zasadzie sprawiedliwości w porównaniu z sądami działającymi na terytorium byłych zaborów rosyjskiego i austriackiego.

## Współczesna publicystyka historyczna a rozbiory Polski
Wśród niektórych polskich naukowców, polityków i publicystów zajmujących się nowożytną i najnowszą historią Polski używa się pojęć „IV rozbiór Polski” i „V rozbiór Polski”. Rozumie się przez nie polityczne i terytorialne skutki kongresu wiedeńskiego w 1814–1815 (likwidację i podział Księstwa Warszawskiego), podpisanie paktu Ribbentrop-Mołotow w 1939 r. (podział Polski między Niemcy i ZSRR) lub rezultat konferencji w Teheranie z 1943 r., na której Winston Churchill ogłosił opinię o braku praw Polski do Kresów Wschodnich (niektórzy nazywają ją VI rozbiorem), a niekiedy nawet porozumień Okrągłego Stołu z 1989, w ramach teorii spiskowej o planie przejęcia Polski przez Rosję, Izrael i RFN. Należy podkreślić, że są to określenia nieścisłe, raczej przenośnie, ponieważ terytoria rozdysponowane na kongresie wiedeńskim należały do Księstwa będącego w unii z Francją, a pakt Ribbentrop-Mołotow był porozumieniem określającym sposób zbrojnej likwidacji Polski i strefy wpływów we wschodniej Europie, a w 1989 r. w ogóle nie doszło do żadnych zmian terytorialnych w Polsce. Z formalnego punktu widzenia określenia te, choć popularne, są błędne, a stosowanie miana „rozbioru” jest tylko retoryką publicystyczną.